# پان ترکیسم و ایران

کتاب پان ترکیسم و ایران

پان ترکیسم و ایران، کتابی است که کاوه بیات در سال ۱۳۷۸ درباره پان ترکیسم و بررسی تحولات آن در ایران نگاشته است. 

## فصل‌ها
فصل اول: موج و صخره
۱. راه توران
۲. سد ایران
فصل دوم: آتش نهفته
۱. غائلهٔ روشنی بیگ
۲. میان پردهٔ قفقازی 
۳. ادامهٔ کشمکش
فصل سوم: مخاطره و مدافعه
۱. سرچشمهٔ کار
۲. ترک اجاقی 
۳. خطوط دفاعی
فصل چهارم: پایان بحث